# Bibliographie détaillée concernant l'art islamique
Cette bibliographie recense les ouvrages importants concernant l'art islamique. Beaucoup sont anglophones, l'anglais étant la langue de référence dans ce domaine.

## Généralités
Encyclopédie de l'Islam, Brill, 1960 (2e édition) ;
Encyclopaedia Iranica ;
M. Bernus Taylor, L'art en terres d'islam, I : les premiers siècles, Paris, Desclée de Brouwer, 1988
O. Grabar, La formation de l'art islamique, Paris, 1987
Collectif, Trésors fatimides au Caire, éd. Institut du monde arabe et SDZ (Snoeck-Ducaju et Zoon), avril 1998,  (ISBN 9782843060113)
M. Hattstein et P. Delius (dir.) Arts et civilisations de l'Islam, Könemann, Cologne, 2000 ;
R. Labrusse (dir.), Purs décors?, Paris, Les Arts Décoratifs/Musée du Louvre, 2007.
S. Makariou (dir.), Les Arts de l'Islam au Musée du Louvre, éd. Musée du Louvre et Hazan, Paris, 2012,  (ISBN 9782350313610) et  (ISBN 9782754106191);
(en) O. Aslanapa, Turkish Art and Architecture, New-York, 1971
(en) S.Blair, J. Bloom, The art and architecture of Islam 1250-1800, Yale University Press, 1994 ;
(en) R.Ettinghausen, O. Grabar, M. Jenkins-Madina, Islamic Art and Architecture 650-1250, Yale University Press, 2001 ;
(en) R. Hillenbrandt, Islamic Art and Architecture, Londres, Thames et Husdon, 1999
(en) A.U. Pope, A Survey of Persian Art, Londres et New York, 1938-1939
Gwenaëlle Fellinger (dir.), L'Empire des roses. Chefs-d'œuvre de l'art persan du XIXe siècle, coéditions Louvre-Lens/Snoeck, 2018.
Jean-Paul Roux, Dictionnaire des arts de l'Islam, coéd. Réunion des Musées nationaux/Fayard, 2007,  (ISBN 978-2-71185-383-0).
(en) S.C. Welch, India : Art and Culture, 1300 - 1900, New York, 1988
(en) K.A.C. Creswell, A Bibliography of the Architecture, Arts and Crafts of Islam, 1956. Suppléments I (1960-72) et II (1972-80)
Sophie Makariou (dir.), Le Dragon et le Phénix. Des siècles d'échanges entre la Chine et le monde islamique, coéditions Snoek/France-Museums/Louvre Abu Dhabi, 2021.

## Histoire et civilisation
C.E. Bosworth, Les dynasties musulmanes, trad. Y. Thoraval, Actes sud, coll. Sinbad, 1996
H. Laoust, Les schismes dans l'Islam, Paris, Patyot, 1965 (réédité en 1983)
A. Miquel, L'Islam et sa civilisation, Paris, Armand Colin, 1977
D. et J. Sourdel, Dictionnaire historique de l'Islam, Paris, 1996
D. et J. Sourdel, La civilisation de l'Islam classique, Paris, Arthaud, 1983
T. Banquis, P. Guichard, M. Tilier (dir.), Les débuts du monde musulman, Paris, PUF, 2012
J.-C. Garcin (dir.), États, sociétés et cultures du monde musulman médiéval, Paris, PUF, 1998-2000 (trois tomes)
(en) The New Cambridge History of Islam, The Cambridge History of Iran, The Cambridge History of India

## Architecture
H. Stierlin, Islam : de Bagdad à Cordoue, des origines au XIIIe siècle, Taschen, 2002 ;
(en) K.A.C. Creswell (révisé par J.W. Allan), A short account of Early muslim architecture, , The American University, Le Caire, 1989
(en) R.Hillenbrand, Islamic architecture : form, function and meaning, Edinburgh University Press, 1994

## Peinture et manuscrits
R. Ettinghausen, La peinture arabe, Genève, Skira, 1962
O. Grabar, La peinture persane, une introduction, PUF, 1999
B. Gray, La peinture persane, Genève, Skira, 1977
B. Gray, D. Barrett, La peinture indienne, Genève, Skira, 1978
F. Richard (dir.), Splendeurs persanes, Paris, BNF, 1997
L'Art du livre arabe : du manuscrit au livre d'artiste, BNF, Paris, 2001
Ugur Derman, Calligraphies ottomanes, Réunion des Musées Nationaux, Paris, mars 2000, (ISBN 2-7118-4020-4)
(en) J.M. Rogers, Mughal Miniatures, éd. The British Museum Press, 1993,   (ISBN 978-0-71411-457-6).

## Céramique
(fr) Maurice Pézard, La Céramique archaïque de l'Islam et ses origines, E. Leroux, Paris, 1920.
(fr) Raymond Koechlin et Paul Alfassa, L'Art de l'Islam : la Céramique, [sans nom d'éditeur], Paris, 1929. Collection L'Art de l'Islam, dirigée par Raymond Koechlin et Paul Alfassa.
(fr) A. Rozantal, Arts antiques de l'Asie occidentale, à partir du 4e millénaire avant J.-C.
(en) Arthur Lane, Early islamic pottery, Londres, 1947
(en) Arthur Lane, Later islamic pottery, Londres, 1947
(en) Robert Barry Mason, Islamic Glazed Pottery 700-1250, Oxford, 1994. (Thèse de doctorat)
(en) Helen Philon, T. Townsend Walford, Vanessa Stamford, Early Islamic Ceramics: Ninth to Late Twelfth Centuries, Sotheby Parke Bernet Publications, [lieu inconnu], 1980.  (ISBN 0856670987)
(fr) André Bazzana et Yves Montessin, La Céramique islamique du Musée archéologique provincial de Jaen : Espagne (avec la collab. de Patrice Cressier et Anne Duluc), Éditions Casa de Velásquez (Madrid) et Diffusion de Boccard (Paris), 1985. Collection Publications de la Casa de Velázquez. Série Études et documents.
(fr) Anne-Claire Schumacher (dir.), Terres d'Islam : Les collections de céramique Moyen-Orientale du musée Ariana à Genève, 5 continents éditions et le musée Ariana, Genève, 2014 (ISBN 978-88-7439-534-7).
(fr) Jean Soustiel, La céramique islamique, Office du livre (Fribourg) et Dilo (Paris), 1985. Collection Le Guide du connaisseur.  (ISBN 2-7191-0213-X)
(en) James Allan,  Syria and Iran: Three Studies in Medieval Ceramics, Oxford University Press, Oxford, 1988. Collection Oxford Studies in Islamic Art, vol. 4.  (ISBN 0197280072)
(en) James Allan, Islamic Ceramics, Ashmolean Museum, [lieu inconnu], 1991. Collection Ashmolean-Christie's Handbooks.  (ISBN 1854440225)
(fr) La céramique byzantine et proto-islamique en Syrie-Jordanie, IV-VIIIe siècles apr. J.-C. : actes du colloque tenu à Amman les 3, 4 et 5 décembre 1994 (éd. par Estelle Villeneuve et Pamela M. Watson), Institut français d'archéologie du Proche-Orient, Beyrouth, 1995. Collection Bibliothèque archéologique et historique ; 159.
(fr) François Amigues, Permanences de la tradition islamique dans la céramique médiévale espagnole, Presses Universitaires de Perpignan, Perpignan, 1995. Collection Cahiers du Centre d'études et de recherches juridiques sur l'Afrique francophone
(fr) Jeanne Mouliérac, Céramiques du monde musulman, éd. Institut du monde arabe et SDZ (Snoeck-Ducaju et Zoon),1999,  (EAN 705-0-00300-479-9).
(en) A.M. Kleber-Bernsted, Early Islamic Pottery ; Materiels and Techniques, Londres, 2003
[collectif], The Arts of Fire: Islamic Influences on Glass and Ceramics of the Italian Renaissance, John Paul Getty Museum, [lieu d'édition non connu], 2004.  (ISBN 089236758X)
(en) Oliver Watson, Ceramics from Islamic Lands, Thames & Hudson, Londres, (à paraître le 1er février 2006).  (ISBN 0500976341)
Yves Porter, Le Prince, l'artiste et l'alchimiste : La céramique dans le monde iranien Xe – XVIIe siècles, Paris, Hermann, 2011, 322 p. (ISBN 978-2-7056-6624-8).

## Verre
(en) S. Carboni, Glass from islamic lands, Al-Sabah Collection, Londres, 2001
(en) S. Carboni et L. Komaroff, Glass of the Sultans. Twelve Centuries of Masterworks from the Islamic World, Metropolitan Museum of Art, New York, 2001

## Métal
Mélikian-Chirvani, Le bronze iranien, Paris : musée des arts décoratifs, 1973
(en) R. Ward, Islamic metalwork, Londres, British museum press, 1993
Annabelle Collinet, David Bourgarit, Précieuses matières. Les arts du métal dans le monde iranien médiéval, volume I, Xe au XIIIe siècle, coéditions musée du Louvre/éditions Faton, 2021.

## Tapis
Tapis, présent de l'Orient à l'Occident, Paris, IMA, 1989
Le ciel dans un tapis, Paris, IMA, 2004